# Tadeusz Kuźmiński

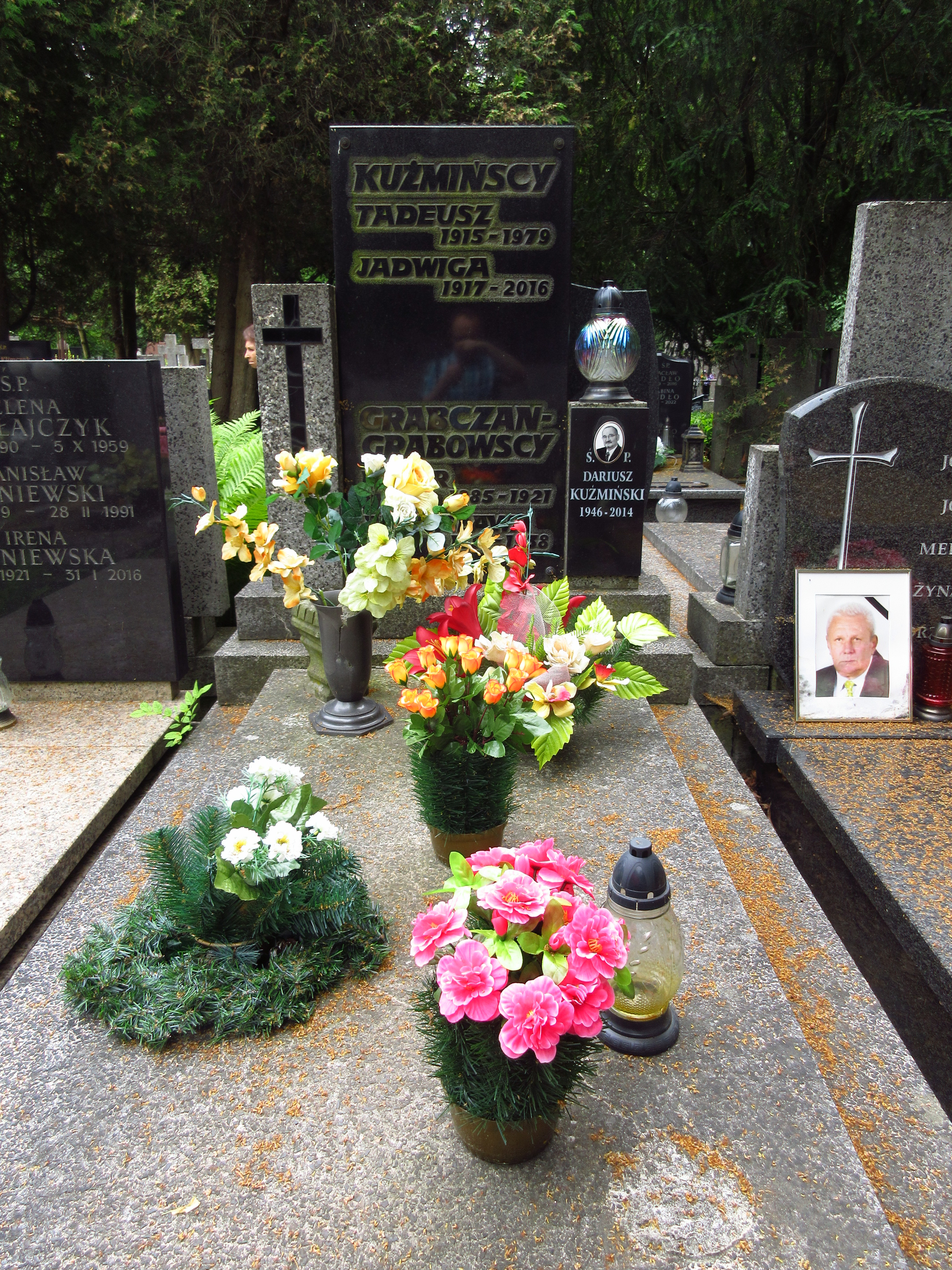
Grób Tadeusza Kuźmińskiego na Cmentarzu Bródnowskim.

Tadeusz Kuźmiński (ur. 29 stycznia 1915 w Ołdakach, zm. 7 września 1979 w Iłach) – polski historyk i dyplomata, ambasador w Gwinei (1973–1979).

## Życiorys
Ojciec Tadeusza Kuźmińskiego był dyplomatą. Posiadał wykształcenie humanistyczne, otrzymał stopień doktora nauk. W latach 1934–1939 pracował jako nauczyciel w Warszawie. W czasie okupacji niemieckiej prowadził zajęcia w ramach tajnego nauczania. Po 1945 został zatrudniony w Instytucie Historii Polskiej Akademii Nauk. W 1960 wstąpił do służby zagranicznej. Do 1969 był radcą kulturalnym i prasowym w Ambasadzie w Rzymie. W latach 1969–1973 pełnił funkcję zastępcy dyrektora Departamentu Współpracy Kulturalnej i Naukowej Ministerstwa Spraw Zagranicznych. W 1973 został mianowany ambasadorem w Gwinei, akredytowanym także w Gwinei Bissau, Sierra Leone oraz Republice Zielonego Przylądka. Stanowisko ambasadora pełnił do 1979.
Pochowany na cmentarzu Bródnowskim w Warszawie (kwatera 8L-4-5).

## Publikacje książkowe
- Tadeusz Kuźmiński: Walki klasowe na wsi lubelskiej w latach 1918–1919. Warszawa: Ludowa Spółdzielnia Wydawnicza, 1955. Brak numerów stron w książce
- Tadeusz Kuźmiński: Chłopi w walce o ziemię i władzę : 1918–1919. Warszawa: Wiedza Powszechna, 1957. OCLC 832540546. Brak numerów stron w książce
- Tadeusz Kuźmiński: Wieś w walce o Polskę Ludową : 1918–1920. Warszawa: Ludowa Spółdzielnia Wydawnicza, 1960. OCLC 833166517. Brak numerów stron w książce
- Tadeusz Kuźmiński: Polska, Francja, Niemcy : 1933–1935 : z dziejów sojuszu polsko-francuskiego. Warszawa: Państwowe Wydawnictwo Naukowe, 1963. OCLC 832166645. Brak numerów stron w książce